# Giải vô địch bóng đá nữ Nam Mỹ 1991
Giải vô địch bóng đá nữ Nam Mỹ 1991 (Campeonato Sudamericano de Fútbol Femenino 1991) diễn ra tại Maringá, Brasil. Đây là lần đầu tiên Giải vô địch bóng đá nữ Nam Mỹ được tổ chức nhằm chọn ra đại diện duy nhất của khu vực Nam Mỹ tham dự Giải vô địch bóng đá nữ thế giới 1991.
Brasil là đội vô địch của giải.

## Bảng xếp hạng
| Đội       | Tr | T | H | B | BT | BB | HS  | Đ |
| --------- | -- | - | - | - | -- | -- | --- | - |
| Brasil    | 2  | 2 | 0 | 0 | 12 | 1  | +11 | 4 |
| Chile     | 2  | 1 | 0 | 1 | 2  | 6  | –4  | 2 |
| Venezuela | 2  | 0 | 0 | 2 | 0  | 7  | –7  | 0 |

## Kết quả
| Brasil                                                       | 6–1 | Chile |
| ------------------------------------------------------------ | --- | ----- |
| Roseli Adriana Márcia Taffarel Elane Ada Cruz Adriana Marisa |     |       |

| Chile | 1–0 | Venezuela |
| ----- | --- | --------- |
|       |     |           |

| Brasil | 6–0 | Venezuela |
| ------ | --- | --------- |
|        |     |           |